# Ximenia caffra
Ximenia caffra är en tvåhjärtbladig växtart som beskrevs av Otto Wilhelm Sonder. Ximenia caffra ingår i släktet Ximenia och familjen Ximeniaceae. Utöver nominatformen finns också underarten X. c. natalensis.